# Four Seasons Hotel Atlanta
Four Seasons Hotel Atlanta je mrakodrap v centru Atlanty. Má 53 pater a výšku 185,6 m, je tak 11. nejvyšší ve městě. Byl dokončen v roce 1992 a za designem stojí Rabun Hatch and Associates. V budově se nachází hotel Four Seasons a luxusní byty.